# 拓殖短期大学
拓殖短期大学（日语：／ Takushoku Tanki Daigaku *），简称拓短，是过去一所位于日本东京都文京区的私立短期大学。

## 概要

### 简介
- 学校最早可以追溯到1900年[1][2]、由学校法人拓殖大学经营。招生到2002年、停办于2005年[3]。为男女同校从开办

### 历史
- 1950年 红陵短期大学成立并同时设置两个学科、以下列举。
  - 经营科第二部
  - 贸易科第二部
- 1952年 改校名为拓殖短期大学[2][3]。
- 1953年 贸易科第二部迁到群马县邑乐郡小泉町（现在是大泉町）。
- 1955年 农业经济科成立于群马县邑乐郡小泉町校园。
- 1966年 农业经济科转让北海道拓殖短期大学[2]。
- 2002年 最后一年招生、次年停止招生（正式停办于2005年10月4日[3]）。

## 学校环境
- 校区：在东京都文京区[注 1]

## 组织

### 学科
- 经营科第二部
- 贸易科第二部

### 专科
| - 没有 |

### 业余课程
| - 没有 |

## 知名校友
- 须藤元气：格斗选手

## 相关链接
- 日本短期大学列表
- 拓殖大学北海道短期大学